# Buliisa
Buliisa è una città di circa 9 500 abitanti dell'Uganda, situata nella Regione occidentale; è il capoluogo dell'omonimo distretto.
Durante gli anni 2000 la città acquisì una relativa notorietà poiché nel sottosuolo vi si scoprirono grandi giacimenti di idrocarburi.